# Tunnel sottomarino

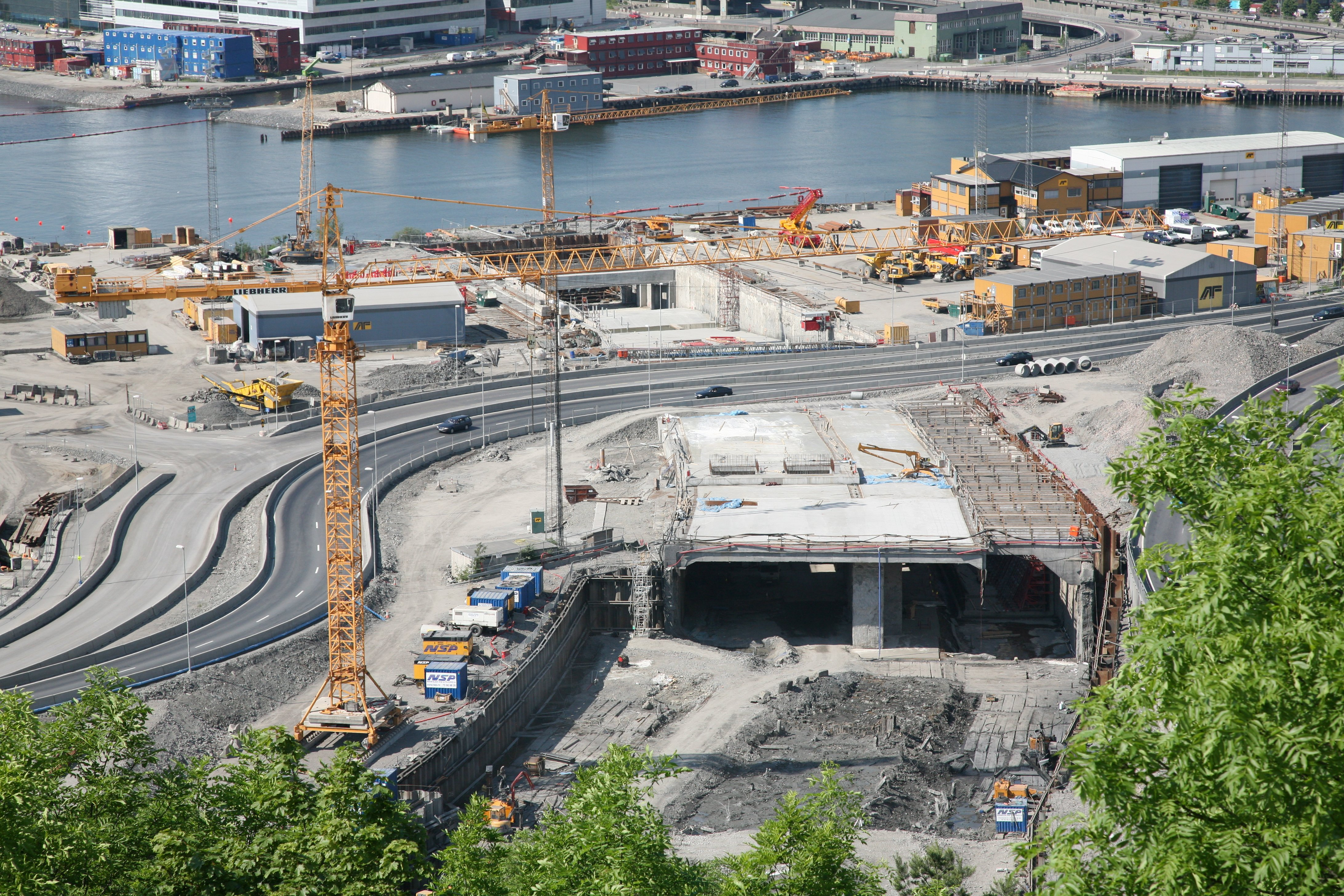
Un esempio di tunnel sottomarino, il tunnel di Bjørvika in costruzione.

Un tunnel sottomarino è un tunnel parzialmente o interamente costruito sotto il mare o in un estuario. Sono spesso utilizzati laddove la costruzione di un ponte o la gestione di un collegamento marino come per il traghetto non è praticabile o per alleggerire il traffico dalle infrastrutture già esistenti.

## Vantaggi

### Rispetto ai ponti
Un grosso vantaggio è il passaggio delle navi senza alcun vincolo di altezza, infatti un ponte basso deve comunque permetterne il passaggio, ne sono esempio il ponte sollevabile o quello girevole, che hanno tuttavia il difetto di causare la congestione del traffico e proprio per questo per nulla adatti ad infrastrutture ferroviarie ed autostradali.
Al contrario, un ponte più alto consentirebbe il passaggio indisturbato delle navi, ma potrebbe essere sgradevole alla vista e deturpare il paesaggio, avendo anche degli svantaggi economici per la costruzione più complessa.
Un altro svantaggio dei ponti è la loro chiusura temporanea a causa di condizioni meteorologiche avverse come i venti forti.
Infine un vantaggio dello scavare un tunnel sottomarino è l'uso alternativo del terreno scavato, la cosiddetta terra sottratta al mare. Così è stato fatto con la roccia scavata per il tunnel della Manica, che è stata utilizzata per creare Samphire Hoe presso Dover.

### Rispetto ai collegamenti marittimi
Viaggiare attraverso un tunnel è significativamente più veloce che viaggiare utilizzando il traghetto, ciò è visibile dai tempi di percorrenza attraverso il tunnel della Manica (75-90 minuti col traghetto e 21 minuti attraverso l'Eurostar). Inoltre,  i traghetti offrono molta meno frequenza e capacità di carico.
Inoltre come per i ponti, anche se con maggiore frequenza, anche i collegamenti marittimi vengono chiusi in caso di maltempo, soprattutto a causa del mare mosso.

## Svantaggi

### Rispetto ai ponti
I tunnel richiedono costi di sicurezza e costruzione ben più elevati rispetto ai ponti. Infatti sulle brevi distanze la scelta ricade spesso sui ponti piuttosto che sui tunnel (ad esempio il ponte di Normandia). Come affermato in precedenza, i ponti potrebbero non consentire il passaggio delle navi cargo, quindi sono state ideate soluzioni ibride come il ponte di Øresund.

### Rispetto ai collegamenti marittimi
Come per i ponti, i collegamenti in traghetto sono molto più economici da costruire rispetto ai tunnel, ma non da gestire. Inoltre i tunnel, a differenza delle imbarcazioni, non hanno la flessibilità di poter cambiar percorso in caso la domanda di trasporto cambiasse nel tempo.

## Elenco di tunnel sottomarini esistenti
| Tunnel                                | Luogo                                   | Descrizione | Lunghezza                     | Profondità (dalla superficie) | Anno di costruzione |
| ------------------------------------- | --------------------------------------- | --- | ----------------------------- | ----------------------------- | ------------------- |
| Tunnel sotto al Tamigi                | Londra, Inghilterra                     | Il tunnel sottomarino più antico del mondo che attraversa il Tamigi a Londra | 0,4 km                        |                               | 1825–1843           |
| Tunnel ferroviario sotto al Mersey    | Liverpool, Inghilterra                  | Il tunnel sottomarino ferroviario più antico al mondo, che attraversa il Mersey a Liverpool                                                                                              | 1,21 km                       |                               | 1881–1886           |
| Severn Tunnel                         | Galles – Inghilterra                    | Uno dei tunnel sottomarini più antichi | 7,01 km                       |                               | 1873–1886           |
| Blackwall Tunnel (occidentale)        | Londra, Inghilterra                     | Il più antico tunnel veicolare del mondo che attraversa il Tamigi a Londra | 1,35 km                       |                               | 1892–1897           |
| Tunnel sotto l'Elba (1911)            | Amburgo, Germania                       | Il primo tunnel pedonale e veicolare che attraversa l'Elba ad Amburgo | 0,426 km                      | 24 m                          | 1907–1911           |
| Holland Tunnel                        | New York – New Jersey, USA              | Il tunnel veicolare sottomarino continuo più lungo del mondo quando fu costruito per la prima volta, che attraversa il fiume Hudson tra Manhattan e Jersey City                          | 2,6 km                        | 28.3 m                        | 1920–1927           |
| Queensway Tunnel                      | Liverpool, Inghilterra                  | Il tunnel veicolare più lungo di qualsiasi tipo al mondo quando fu costruito per la prima volta, che attraversa il Mersey tra Liverpool e Birkenhead                                     | 3,24 km                       |                               | 1925–1934           |
| Tunnel di Bankhead                    | Mobile, Alabama                         | Sulla HWY 90 a Mobile, AL. Quartiere degli affari, a Blakely Island. L'estremità orientale ha una grande porta per prevenire le inondazioni durante gli uragani o le tempeste tropicali. | 1,033 km                      | 12.2m                         | 1938–1942           |
| Lincoln Tunnel                        | New York, USA                           | Serie di tunnel stradali costruiti in tre fasi, che attraversano il fiume Hudson tra Manhattan e New Jersey                                                                              | 2,4 km circa                  | 30 m                          | 1934–1957           |
| Tunnel de La Habana                   | Cuba                                    | Il primo Tunnel sottomarino in Latinoamerica di José Menendez, in collaborazione con i Francesi.                                                                                         | 0,8 km                        | 20 m                          | 1957-1958           |
| George Massey Tunnel                  | Vancouver, Canada                       | Il primo tunnel in Nord America ad costruito con la tecnologia a tubi immersi | 0,629 km                      | 23 m                          | 1957-1959           |
| Chesapeake Bay Bridge Tunnel          | Virginia, USA                           | Connette Virginia Beach con la sponda orientale della Virginia | 1,6 km (sezione del tunnel)   |                               | 1960–1964           |
| Transbay Tube                         | San Francisco – Oakland, USA            | Tunnel ferroviario per il transito rapido nella baia di San Francisco. Collega Oakland a San Francisco ed è il tunnel sottomarino più lungo del Nord America                             | 5,8 km                        | 41 m                          | 1965–1969           |
| Tunnel sotto al porto di Hong Kong    | Hong Kong                               | Un tunnel trafficato a Hong Kong | 1,86 km                       |                               | 1969–1972           |
| Tunnel sotto l'Elba (1975)            | Amburgo, Germania                       | Un tunnel a 8 corsie che attraversa l'Elba ad Amburgo | 3,3 km                        |                               | 1968–1975           |
| Ahmed Hamdi Tunnel                    | Suez, Egitto                            | Passa sotto al canale di Suez e collega il continente asiatico a quello africano | 1,63 km                       |                               | 1979–1981           |
| Tunnel di Vardø                       | Vardø, Norvegia                         | Collega la piccola comunità insulare di Vardø nel nord della Norvegia alla terraferma | 2,9 km                        | 88 m                          | 1979–1982           |
| Tunnel di Kanonersky                  | San Pietroburgo, Russia                 | Collega l'isola di Kanonersky al distretto di Kirovsky di San Pietroburgo attraverso la baia della Neva                                                                                  | 0,927 km                      |                               | 1970-1983           |
| Tunnel di Flekkerøy                   | Flekkerøy, Norvegia                     | Collega la comunità insulare di Flekkerøy, nel sud della Norvegia, alla terraferma | 2,3 km                        | 101 m                         | 1986–1989           |
| Seikan Tunnel                         | Seikan, Giappone                        | Il tunnel Seikan è il tunnel sottomarino più lungo del mondo. | 53,8 km                       |                               | 1971–1988           |
| Tunnel del porto di Sydney            | Sydney, Australia                       | | 2,8 km                        |                               | 1988–1992           |
| Tunnel della Manica                   | Inghilterra – Francia                   | Il tunnel ferroviario della porzione sottomarina più lungo del mondo (37,9 km di lunghezza sottomarina)                                                                                  | 50,4 km                       |                               | 1988–1994           |
| Tunnel di Hitra                       | Trøndelag, Norvegia                     | Il tunnel più profondo al mondo al tempo della costruzione | 5,6 km                        | 264 m                         | 1992–1994           |
| Aqua-Line Baia di Tokyo               | Tokyo, Giappone                         | Il tunnel stradale con la porzione sottomarina più lungo del mondo | 9,6 km                        |                               | 1988–1997           |
| Tunnel di Capo Nord                   | Magerøya, Norvegia                      | Il tunnel passa sotto lo stretto di Magerøysundet tra la terraferma norvegese, l'isola di Magerøya e Capo Nord                                                                           | 6,8 km                        | 212 m                         | 1993–1999           |
| Tunnel di Bømlafjord                  | Føyno – Sveio, Norvegia                 | Il punto più profondo della rete stradale internazionale europea. Collega il comune di Stord alla terraferma norvegese.                                                                  | 7,8 km                        | 260.4 m                       | 1997–2000           |
| Galleria di Eiksund                   | Møre og Romsdal, Norvegia               | Il seconto tunnel più profondo al mondo (dal 2019) | 7,7 km                        | 287 m                         | 2003–2008           |
| Xiamen Xiang'an Tunnel                | Xiamen, Cina                            | | 6,05 km                       | 70 m                          | 2005–2010           |
| Busan–Geoje Fixed Link                | Busan – Geoje, Corea del Sud            | | 3,7 km                        | 48 m                          | 2008–2010           |
| Tunnel della baia di Qingdao Jiaozhou | Hangdao – Qingdao, Cina                 | | 7,808 km                      | 84.2 m                        | 2006–2011           |
| Marmaray                              |                                         | Tunnel ferroviario che collega l'Asia con l'Europa a Istanbul | 1,39 km (sezione sottomarina) |                               | 2004–2013           |
| Marina Coastal Expressway             | Singapore                               | Primo tunnel sottomarino di Singapore | 5,0 km                        |                               | 2008–2013           |
| Tunnel del Porto di Miami             | Miami, USA                              | | 2,1 km                        |                               | 2010–2014           |
| Eurasia Tunnel                        | Istanbul (stretto del Bosforo), Turchia | Tunnel stradale che collega l'Asia con l'Europa a Istanbul | 5,4 km                        | 106 m                         | 2011–2016           |
| Ponte Hong Kong-Zhuhai-Macao          | Hong Kong – Macao, Cina                 | Collega con un'infrastruttura di 55 km Hong Kong a Macau e Zhuhai in Cina | 6,7 km (sezione del tunnel)   |                               | 2009–2018           |
| Tunnel di Ryfylke                     | Stavanger – Ryfylke, Norvegia           | Il tunnel sottomarino più lungo e profondo tunnel stradale | 14,3 km                       | 293 m                         | 2013–2020           |
| Tunnel di Riachuelo                   | Buenos Aires, Argentina                 | Il tunnel sottomarino più lungo del terzo mondo | 12,0 km                       | 48 m                          | 2017–2019           |

## Elenco di tunnel sottomarini proposti

### Stradali
- Tunnel dell'Eysturoy, Isole Fær Øer è stato inaugurato nel 2020. Il tunnel ha tre ingressi collegati da una rotatoria sottomarina.[3] La lunghezza della strada da Hvítanes alla rotonda è di 7,5 km, mentre la lunghezza della strada dalla rotonda verso Strendur e verso Saltnes è di 1,7 km e 2.2 km, rispettivamente. La lunghezza complessiva del tunnel sottomarino è di 11,24 km.[4]
- Tunnel Rogfast in Norvegia - la costruzione è iniziata nel 2018, a 27 lunghezza km, 392 m di profondità, sarà il tunnel stradale più lungo e il tunnel sottomarino più profondo del mondo.
- Tunnel stradale sottomarino Isola di Salamina-Perama - tunnel stradale pianificato in Attica, Grecia. Attualmente nella seconda fase della gara dalla quale verrà selezionato il concessionario.[5][6]
- Tunnel subportuale di Genova che collegherà il quartiere della Foce con San Benigno passando sotto al bacino portuale, alleggerendo il traffico cittadino e permettendo di valutare anche l’abbattimento di parte della Sopraelevata Aldo Moro per riqualificare il Waterfront cittadino. I lavori sono ufficialmente iniziati il 4 marzo 2024 e dovrebbero durare all’incirca 5 anni e mezzo. Sarà il primo tunnel sottomarino d’Italia e il più grande d’Europa per diametro.
- Tunnel sullo stretto di Messina tra Sicilia e Calabria. Il tunnel è stato proposto come alternativa al ponte sullo stretto, ma poi è stato scartato.

### Ferroviari
- Tunnel dello stretto di Bohai in Cina tra Dalian e Yantai (deciso, la costruzione dovrebbe iniziare "il prima possibile").[7]
- Tunnel da Helsinki a Tallinn sotto il Golfo di Finlandia (proposto)
- Tunnel del mare d'Irlanda (consigliato)
- Tunnel della baia della metropolitana di Rio de Janeiro (linea 3 - Rio de Janeiro - Niterói) (proposto)
- Tunnel del Fehmarn Belt tra Danimarca e Germania (deciso, inizio costruzione 2020)
- East West Metro Tunnel, Metro di Calcutta in India (in costruzione, apertura nel 2021)
- Corridoio ferroviario ad alta velocità Mumbai-Ahmedabad dell'India (deciso, inizio dei lavori a novembre 2018)
- Tunnel sottomarino di Penang in Malesia - che sarà aperto nel 2025
- Tunnel della pace Corea del sud-Giappone(proposto)
- Tunnel sullo stretto di bering Russia-Stati Uniti d'America (proposto)
- Tunnel transatlantico Inghilterra-Stati Uniti d'America (proposto)